# Topolc
Topolc – wieś w Słowenii, w gminie Ilirska Bistrica. W 2018 roku liczyła 306 mieszkańców.